# Allotoca
Allotoca és un gènere de peixos pertanyent a la família dels goodèids.

## Distribució geogràfica
Es troba a Mèxic.

## Taxonomia
- Allotoca catarinae (de Buen, 1942)[3]
- Allotoca diazi (Meek, 1902)[4]
- Allotoca dugesii (Bean, 1887)[5]
- Allotoca goslinei (Smith & Miller, 1987)[6]
- Allotoca maculata (Smith & Miller, 1980) †[7]
- Allotoca meeki (Álvarez, 1959)[8]
- Allotoca regalis (Álvarez, 1959)[8]
- Allotoca zacapuensis (Meyer, Radda & Domínguez, 2001)[9][10][11][12][13][14][15]